# Громадянська наука
Громадя́нська нау́ка, цивільна наука (англ. citizen science), також англ. crowd science, crowd-sourced science, civic science, networked science — концепція проведення наукових досліджень добровольцями-аматорами та непрофесійними науковцями за допомогою краудсорсингу та краудфандингу. Формально громадянська наука визначається як «систематичний збір та аналіз даних, розвиток технологій, дослідження природних явищ та поширення цих видів досліджень науковцями, що працюють на самодіяльній основі». Громадянську науку часом називають «публічною партиципацією в наукових дослідженнях».

## Теоретичне підґрунтя
Пол Фейєрабенд у своїй книзі «Наука у вільному суспільстві» (1978) та Ервін Чаргафф у праці «Heraclitean Fire» (1979) закликали до «демократизації науки» й розвитку «аматорства замість грошової орієнтації технічних бюрократів». Ервін Чаргафф виступав за заміну на його думку спотвореної університетської науки після 1950 року й бажав повернутися до науки, яку б провадили «залюблені в природу» «аматори», як то було у XVI–XVIII століттях (наприклад, Декарт, Ньютон, Лейбніц, Бюффон).
Розвиток цивільної науки увійшов до п'яти трендів найближчих п'яти років за прогнозом компанії IBM.

## Принципи
Громадянська наука особливо розвинута в англо-саксонських країнах, де вже існує понад сто років.

Шляхом участі у проєктах громадянської науки, широкі верстви населення залучаються до наукового процесу. 
— Білий Дім, Офіс науково-технічної політики. 23 березня 2015.
Вирізняють три типи програм, якими займається громадянська наука:
- Програми, ініційовані науковцями, які потребують цивільних волонтерів (експертів, фахівців, аматорів чи початківців у певній галузі) для допомоги в зборі великої кількості даних або даних на великій території чи за тривалий проміжок часу.
- Проєкти, зініційовані непрофесійними науковцями й любителями та пов'язані з офіційними науковими групами чи окремими науковцями.
- Програми, паралельно розроблені як науковцями, так і любителями, які мають той самий предмет досліджень та спільну мету.

Дотримуючись методології, розробленої чи підтвердженої фахівцями, науковці-любителі спроможні проводити вартісні спостереження, виміри, обчислення, збір зразків та передачу даних, які пізніше аналізуються офіційними науковцями.

## Приклади
Одним з найтриваліших проєктів громадянської науки є проєкт «Різдвяний підрахунок птахів» (Christmas Bird Count) Національного Одюбонівського товариства (США), заснований 1900 року.
Іншим прикладом громадянської науки є проєкт моніторингу води, проведений 2010 року, коли близько 200 000 осіб взяло участь у моніторигну якості протічної води в рамках «Всесвітнього дня моніторингу води» (" World Water Monitoring Day ").
NASA започаткувало такі громадянські проєкти, як «Stardust@home» та «Clickworkers». Інші проєкти доступні на офіційній підсторінці сайту NASA
Чимало громадянських проєктів було зініційовано Корнельською лабораторією орнітології (Cornell Laboratory of Ornithology), зокрема проєкти «Ebird», «NestWatch», «Project FeederWatch», «Celebrate Urban Birds» та проєкт «Galaxy Zoo».
При цьому діяльність науковців-аматорів не обмежується лише збором даних, так, наприклад, на рахунку астрономів-любителів є чимало відкритих астероїдів та пульсарів.
У комп'ютерній грі Foldit кожен має можливість зайнятися розробкою методів згортання протеїнів. Найкращі результати згодом аналізуються науковцями й можуть стати основою для дорогих лабораторних експериментів з синтезу нових стабільних форм.
World Community Grid